# Hala Finley
Hala Finley (* 18. Mai 2009 in Kansas City, Missouri) ist eine US-amerikanische Schauspielerin, die seit 2014 als Kinderdarstellerin in Film und Fernsehen zum Einsatz kommt. Internationale Bekanntheit erlangte sie vor allem durch ihre Rolle der Emme Burns in der CBS-Serie Man with a Plan, in der sie seit 2016 das jüngste von drei Kindern von Adam Burns (gespielt von Matt LeBlanc) und dessen Ehefrau Andi Burns (Liza Snyder) mimt.

## Leben und Karriere
Hala Finley wurde am 18. Mai 2009 in Kansas City im US-Bundesstaat Missouri als Tochter von Somyia Finley geboren. Noch in sehr jungen Jahren nahm sie Tanzunterricht, ehe sie ihre Leidenschaft für die Schauspielerei entdeckte, als sie ihrem älteren Bruder bei Vorbereitungen auf Castings zusah. Mit vier Jahren erhielt sie ihre erste nennenswerte Rolle im rund 13-minütigen Kurzfilm Counter Parts von Patrick Rea, wo sie in die Rolle von Zwillingen schlüpfte. 2015 sah man sie im nicht einmal zwei Minuten dauernden Kurzfilm Grammy mit Marilyn Hall, einer Produktion der ebenfalls aus Kansas City, Missouri, stammenden Filmemacherin Jill Gevargizian. Nebenbei ist sie seit ihrer frühesten Kindheit in landesweiten Print-Werbekampagnen zu sehen, aber auch in diversen Werbespots für international bekannte Marken und Unternehmen wie zum Beispiel den Automobilhersteller Lexus. Zu ihrer internationalen Bekanntheit trug vor allem ihre Rolle der Emme Burns in der CBS-Serie Man with a Plan bei; in der sie von der ersten bis zur letzten Staffel in insgesamt 69 Episoden zu sehen war bzw. in den Credits aufgeführt wurde. Darin mimt sie das jüngste von drei Kindern von Adam Burns (gespielt von Matt LeBlanc) und dessen Ehefrau Andi Burns (Liza Snyder). Ihre beiden Geschwister Teddy Burns und Kate Burns werden von Matthew McCann und Grace Kaufman dargestellt. In der deutschsprachigen Synchronfassung der Serie wird ihr von Hannah Kunze die Stimme geliehen. 2017 hatte sie eine Rolle im vielfach ausgezeichneten Kurzfilm Letters from a Father von der in Kansas City, Missouri, aufgewachsenen Andrea Fantauzzi. Eine weitaus größere Rolle hatte sie im Jahr 2018 in Alex Pettyfers Drama Back Roads inne, in der man sie in der Rolle der Jody Altmyer sah. Im Jahr 2018 war sie in einer Episode der ABC-Serie American Housewife zu sehen; im folgenden Jahr wiederum in einer Episode der TV-Land-Serie Teachers. Hala Finley, die heute (Stand: 2020) in Los Angeles lebt, nahm bereits an Arbeiten zu weiteren Filmproduktionen teil, unter anderem bei We Can Be Heroes.

## Filmografie (Auswahl)
Filme
- 2014: Counter Parts (Kurzfilm)
- 2015: Grammy (Kurzfilm)
- 2017: Letter from a Father (Kurzfilm)
- 2018: Back Roads
- 2020: We Can Be Heroes
- 2022: Paradise Highway
- 2023: Hypnotic
- 2024: Venom: The Last Dance

Serien
- 2016–2020: Man with a Plan (69 Episoden)
- 2018: American Housewife (1 Episode)
- 2019: Teachers (1 Episode)
- 2022: Magnum P.I. (1 Episode)
- 2024: Star Wars: Skeleton Crew (1 Episode)